# كلادينة صبغية
كلادينة صبغية (الاسم العلمي:Caladenia picta) هي نوع من النباتات تتبع جنس الكلادينة من الفصيلة السحلبية.